# Bamzala
Bamzala (ou Banzala) est une localité du Cameroun située dans le département du Logone-et-Chari et la Région de l'Extrême-Nord, au sud du lac Tchad, à la frontière avec le Tchad. Elle fait partie de la commune de Logone-Birni et du canton de Madiako. On distingue parfois Bamzala I et Bamzala II (ou Bamzala Nguini).

## Population
Lors du recensement de 2005, on a dénombré 131 personnes à Bamzala I et 51 à Bamzala II.